# Parnassius smintheus
Parnassius smintheus là loài bướm ở độ cao lớn được tìm thấy ở Mỹ và Canada. Nó thuộc chi Parnassius trong họ Papilionidae.

## Phân loài
Các phân loài gồm.
- P. s. magnus Wright, 1905
- P. s. olympiannus Burdick, 1941
- P. s. pseudorotgeri Eisner, 1966
- P. s. smintheus Doubleday, [1847]
- P. s. sternitzkyi McDunnough, 1936
- P. s. xanthus Ehrmann, 1918
- P. s. yukonensis Eisner, 1969